# Eustrotia lixinites
Eustrotia lixinites là một loài bướm đêm trong họ Noctuidae.